# Бологовский, Яков Дмитриевич
Я́ков Дми́триевич Боло́говский (14 ноября 1863, Енисейская губерния — после 1913) — губернатор Лифляндской, Енисейской и Вологодской губерний, действительный статский советник.

## Биография
Окончил Пажеский корпус. Служил в лейб-гвардии Егерском полку, в главном штабе Военного министерства, с 1888 года — в Министерстве внутренних дел.
После катастрофы на Ходынском поле Бологовский был переведён в Читу на должность вице-губернатора Забайкальской области (с 10 сентября 1898 по 30 мая 1902 года). Далее — на ту же должность в Астраханскую губернию, а оттуда в Ригу, на должность Лифляндского губернатора (с 28 июля по 17 августа 1905 года).
С 30 июня 1909 года по 12 июля 1913 года — Енисейский губернатор. Во время губернаторства Бологовского в Красноярске была открыта первая в губернии рисовальная школа, землемерное училище, началось строительство Дома просвещения.
В 1911 году был снят первый документальный кинофильм «Обозрение Красноярска». В 1913 году режиссёром М. П. Чижовым снят второй документальный фильм «Живая хроника Красноярска». В 1911 году Бологовский просил правительственных субсидий для красноярской черносотенной газеты «Сусанин».
В 1911 году в Красноярске началась эпидемия чумы. 10 марта губернатор публикует в газетах обращение к населению губернии. 4 сентября 1912 года губернатор Бологовский открывает первый съезд врачей Енисейской губернии. Съезд проходил с 4 по 7 сентября 1912 года. До этого Бологовский организовывал съезд врачей в Астрахани.
В 1913 году Бологовский организовывал в Красноярске празднования 300-летия дома Романовых. Во время губернаторства Бологовского в городе ежегодно проходили праздник сердца и праздник древонасаждения, а также праздник «белого цветка» (для борьбы с туберкулёзом).
В июле 1913 года переведён на должность вологодского губернатора. Покинул Красноярск 17 августа 1913 года. Занимал пост губернатора в Вологде до ноября 1913 года. Скончался 28 ноября 1913 года. Согласно метрической книге "тело отправлено в г. С.-Петербург для погребения на кладбище Новодевичьего монастыря".

## Семья
Дед — Бологовский, Дмитрий Николаевич (1780—1852), участник Отечественной войны 1812 года, в 1836—1840 годах — Вологодский губернатор.
Жена — Наталья Петровна Неклюдова — была членом Енисейского отделения Российского общества красного креста; в 1905 году у супругов родился сын Дмитрий.

## Награды и звания
- Орден Святой Анны 3-й степени — 1892 год
- Орден Святого Станислава 1-й степени — 1895 год
- Орден Святого Владимира 4-й степени — 1896 год
- Почётный гражданин Красноярска
- Почётный гражданин Канска
- Почётный гражданин Ачинска